# 蠡湖之光·百米高喷

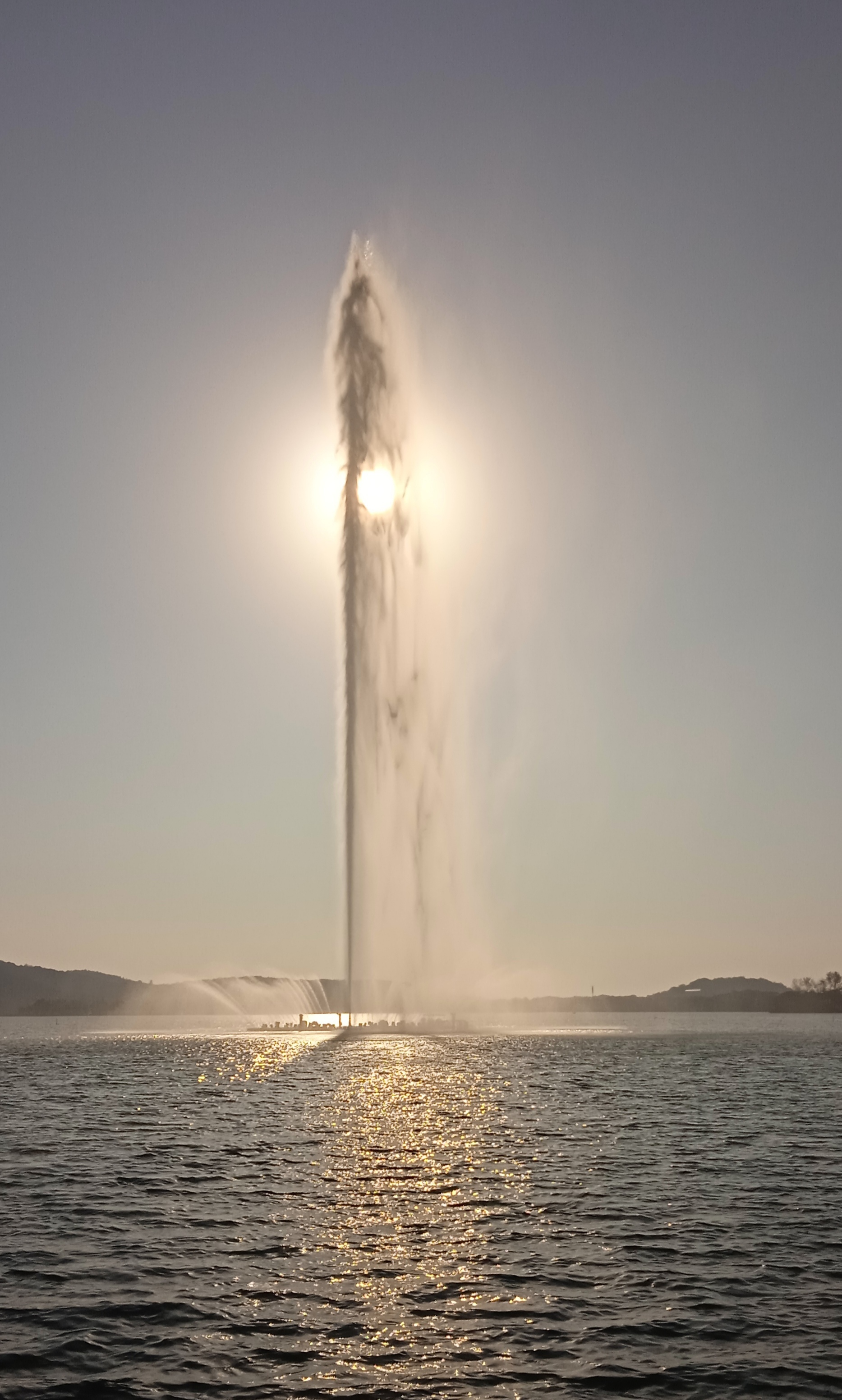
摄于连接蠡湖之光于卧石醉波的木桥上

蠡湖之光·百米高喷，又名百米喷泉， 位于江苏省无锡市蠡湖之上。于2003年建设完成，2009年时进行过一次大修。2003年建设完成时，主喷的喷水高度达到100米以上。当前百米高喷蠡湖之光以及周边连片是太湖内湖蠡湖东侧的一个开放式公园。它毗邻渔人岛，位于石醉浪西侧，与伯公岛隔湖相望。每当夕阳西下，夜幕降临，湖光山色美不胜收。随着湖边的灯光亮起，伴随着湖中央百米高的水花和“帆船”湖不断变换的倒影，还能远眺鼋头渚。